# CA Penapolense
Az Clube Atlético Penapolense, röviden Penapolense, labdarúgócsapatát 1944-ben a brazíliai Penápolis városában alapították. São Paulo állam labdarúgó-bajnokságának első osztályában szerepel.

## Játékoskeret
2015-től
| # |     | Poszt | Név            |
| - | --- | ----- | -------------- |
|   | BRA | K     | Cleyton        |
|   | BRA | K     | Samuel         |
|   | BRA | K     | Leandro        |
|   | BRA | V     | João Lucas     |
|   | BRA | V     | Jailton        |
|   | BRA | V     | Gualberto      |
|   | BRA | V     | Luís Gustavo   |
|   | BRA | V     | Denner         |
|   | BRA | V     | Malcao         |
|   | BRA | V     | Bruno Oliveira |
|   | BRA | V     | Arnaldo        |
|   | BRA | V     | Léo Coelho     |
|   | BRA | KP    | Luiz Gustavo   |
|   | BRA | KP    | Roni           |
|   | BRA | KP    | Rodrigo Souza  |
|   | BRA | KP    | Kauê Siqueira  |
|   | BRA | KP    | Washington     |

| # |     | Poszt | Név              |
| - | --- | ----- | ---------------- |
|   | BRA | KP    | Fernando         |
|   | BRA | KP    | Sérgio Mota      |
|   | BRA | KP    | Wellington Bruno |
|   | BRA | KP    | Diego Rosa       |
|   | BRA | KP    | Rafael Costa     |
|   | BRA | KP    | Gilmak           |
|   | BRA | KP    | Ronaldo Mendes   |
|   | BRA | KP    | Willian Bersan   |
|   | BRA | CS    | Alex Terra       |
|   | BRA | CS    | Crislan          |
|   | BRA | CS    | Lincom           |
|   | BRA | CS    | Bruno Smith      |
|   | BRA | CS    | Léo              |
|   | BRA | CS    | Rafael Ratão     |
|   | BRA | CS    | Dimba            |
|   | BRA | CS    | Maurício         |